# Sirmia
La Sirmia (in serbo Срем?, Srem; in croato Srijem; in tedesco Syrmien; in ungherese Szerém) è una regione storico-geografica divisa tra la Serbia e la Croazia. Prende il nome dall'antica città romana di Sirmio.

## Geografia
La Sirmia è una fertile regione situata al margine meridionale della pianura Pannonica, nettamente delimitata rispetto alle regioni circostanti da importanti fiumi e in prevalenza pianeggiante, salvo per le colline della Fruška Gora. La Sava la separa a sud dalla Bosnia, mentre il Danubio la delimita a nord dalla Bačka e ad est dal Banato. I centri urbani principali, quasi tutti ubicati in prossimità dei corsi d'acqua, sono Sremska Mitrovica e Zemun e Petervaradino in Serbia e Vukovar e Vinkovci in Croazia.
Dal punto di vista amministrativo, la regione costituiva, nel regno d'Ungheria, un unico comitato (Szerém vármegye, comitato di Sirmia); oggi è invece politicamente divisa fra il distretto della Sirmia (in Serbia) e la regione di Vukovar e della Sirmia (in Croazia).

## Storia
La regione della Sirmia, che deve il suo nome all'antica città di Sirmio (Sirmium, l'attuale Sremska Mitrovica), fu originariamente abitata dagli Illiri e poi romanizzata nel I secolo a.C. L'assimilazione non fu tuttavia facile: le cronache narrano di un'insurrezione dalmato-pannonica nel triennio dall'anno 6 al 9.
Sotto il dominio dei Romani Sirmio divenne una città importante, la capitale economica dell'intera Pannonia e una delle quattro capitali dell'impero nel 293, in seguito all'introduzione della Tetrarchia. La regione diede i natali a ben sei imperatori romani: Decio (imperatore dal 249 al 251), Aureliano (270-275), Probo (276-282), Massimiano (285-310), Costanzo II (337-361) e Graziano (367-383).
Durante la seconda guerra mondiale sul fronte jugoslavo nella regione della Sirmia, il cosiddetto "fronte dello Srem", venne combattuta la battaglia finale tra l'Esercito Popolare di Liberazione della Jugoslavia e le truppe tedesche della Wehrmacht. Dopo alcuni mesi di dura guerra di posizione in inverno, i partigiani riuscirono finalmente, a costo di forti perdite, a sfondare il fronte dello Srem il 12 aprile 1945, prima dell'avanzata finale verso Zagabria e i confini settentrionali e nord-occidentali.